# Dipsastraea speciosa
Espèce
Dipsastraea speciosa est une espèce de coraux appartenant à la famille des Merulinidae.